# Alexander Walerjewitsch Pereschogin
Alexander Walerjewitsch Pereschogin (russisch Александр Валерьевич Пережогин; * 10. August 1983 in Ust-Kamenogorsk, Kasachische SSR) ist ein russischer Eishockeyspieler, der zuletzt beim HK Awangard Omsk in der Kontinentalen Hockey-Liga unter Vertrag stand.

## Karriere
Pereschogin wurde im NHL Entry Draft 2001 von den Montréal Canadiens in der ersten Runde als Nummer 25 ausgewählt. Zuvor hatte er 1999 seine Profikarriere beim russischen Superligisten HK Awangard Omsk begonnen, dem er bis zum Ende der Saison 2002/03 treu blieb, ehe er zur darauffolgenden Spielzeit von den Canadiens unter Vertrag genommen wurde.
Zunächst spielte er für deren AHL-Farmteam, die Hamilton Bulldogs. In dieser Saison erzielte er in 77 Spielen 50 Punkte, kehrte zur Saison 2004/05 aber aufgrund eines Vorfalls in den AHL-Playoffs auf Anraten von Montreals General Manager Bob Gainey zu seinem Stammverein nach Omsk zurück. Im Sommer 2005 wechselte er wieder nach Nordamerika zurück und lief in den Spieljahren 2005/06 und 2006/07 für die Montreal Canadiens auf. Gleich in seinem ersten Spiel gelang ihm auch sein erstes Tor. Am 8. Mai 2007 unterzeichnete er einen Vertrag mit Salawat Julajew Ufa, für das er von 2007 bis 2010 spielte – zunächst in der Superliga und ab der Saison 2008/09 in der neu gegründeten Kontinentalen Hockey-Liga. In der Saison 2007/08 wurde er mit Ufa Russischer Meister. 
Zur Saison 2010/11 kehrte er innerhalb der KHL zu seinem Ex-Verein HK Awangard Omsk zurück und spielte dort bis 2019.

## Erfolge und Auszeichnungen
- 2008 Russischer Meister mit Salawat Julajew Ufa
- 2012 Iron Man Award der KHL

### International
- 2001 Goldmedaille bei der U18-Junioren-Weltmeisterschaft
- 2002 Goldmedaille bei der U20-Junioren-Weltmeisterschaft
- 2003 Goldmedaille bei der U20-Junioren-Weltmeisterschaft
- 2009 Goldmedaille bei der Weltmeisterschaft
- 2012 Goldmedaille bei der Weltmeisterschaft

## Karrierestatistik

### International
Vertrat Russland bei:
| - U18-Junioren-Weltmeisterschaft 2001 - U20-Junioren-Weltmeisterschaft 2002 - U20-Junioren-Weltmeisterschaft 2003 | - Weltmeisterschaft 2009 - Weltmeisterschaft 2012 - Weltmeisterschaft 2013 |

(Legende zur Spielerstatistik: Sp oder GP = absolvierte Spiele; T oder G = erzielte Tore; V oder A = erzielte Assists; Pkt oder Pts = erzielte Scorerpunkte; SM oder PIM = erhaltene Strafminuten; +/− = Plus/Minus-Bilanz; PP = erzielte Überzahltore; SH = erzielte Unterzahltore; GW = erzielte Siegtore; 1 Play-downs/Relegation; Kursiv: Statistik nicht vollständig)